# Sabrina Goleš
Sabrina Goleš (Stari Mikanovci, RS de Croàcia, RFS de Iugoslàvia, 3 de juny de 1965) és una ex-tennista croata que va competir com a iugoslava en els anys 80. La fita més destacada del seu palmarès fou la consecució de la medalla d'argent olímpica a Los Angeles 1984 en categoria individual (medalla no oficial en ser esport de demostració).

## Palmarès: 4 (1−3)

### Individual: 3 (1−2)
| Títols per superfície |
| --------------------- |
| Dura (0−1)            |
| Gespa (0−0)           |
| Terra batuda (1−1)    |

| Resultat   | Núm. | Data                   | Torneig               | Superfície   | Oponent          | Marcador      |
| ---------- | ---- | ---------------------- | --------------------- | ------------ | ---------------- | ------------- |
| Finalista  | 1.   | 23 d'abril de 1984     | Tàrent, Itàlia        | Terra batuda | Sandra Cecchini  | 3−6, 5−7      |
| Finalista  | 2.   | 16 de novembre de 1986 | San Juan, Puerto Rico | Dura         | Raffaella Reggi  | 6−7, 6−4, 3−6 |
| Guanyadora | 1.   | 4 d'octubre de 1987    | París, França         | Terra batuda | Sandra Wasserman | 7−5, 6−1      |

### Dobles: 8 (3−5)
| Llegenda                     |
| ---------------------------- |
| Grand Slam (0−0)             |
| WTA Tour Championships (0−0) |
| Tier I (0−0)                 |
| Tier II (0−0)                |
| Tier III (0−0)               |
| Tier IV (0−1)                |
| Tier V (2−2)                 |
| Virginia Slims (1−2)         |

| Títols per superfície |
| --------------------- |
| Dura (0−1)            |
| Gespa (0−0)           |
| Terra batuda (3−3)    |
| Moqueta (0−1)         |

| Resultat   | Núm. | Data                   | Torneig                  | Superfície   | Parella           | Oponents                             | Marcador      |
| ---------- | ---- | ---------------------- | ------------------------ | ------------ | ----------------- | ------------------------------------ | ------------- |
| Finalista  | 1.   | 11 de novembre de 1985 | Hilversum, Països Baixos | Moqueta      | Sandra Cecchini   | Marcella Mesker Catherine Tanvier    | 2−6, 2−6      |
| Guanyadora | 1.   | 27 d'abril de 1986     | Wild Dunes, Estats Units | Terra batuda | Sandra Cecchini   | Laura Gildemeister Marcela Skuherská | 4−6, 6−0, 6−3 |
| Finalista  | 2.   | 4 d'octubre de 1987    | París, França            | Terra batuda | Sandra Cecchini   | Isabelle Demongeot Nathalie Tauziat  | 6−1, 3−6, 3−6 |
| Guanyadora | 2.   | 7 d'agost de 1988      | Atenes, Grècia           | Terra batuda | Judith Wiesner    | Silke Frankl Sabine Hack             | 7−5, 6−0      |
| Finalista  | 3.   | 14 d'agost de 1988     | Sofia, Bulgària          | Dura         | Katerina Maleeva  | Conchita Martínez Barbara Paulus     | 6−1, 1−6, 4−6 |
| Guanyadora | 3.   | 7 de maig de 1989      | Tàrent, Itàlia           | Terra batuda | Mercedes Paz      | Sophie Amiach Emmanuelle Derly       | 6−2, 6−2      |
| Finalista  | 4.   | 30 de juliol de 1989   | Båstad, Suècia           | Terra batuda | Katerina Maleeva  | Mercedes Paz Tine Scheuer-Larsen     | 2−6, 5−7      |
| Finalista  | 5.   | 29 d'abril de 1990     | Barcelona, Espanya       | Terra batuda | Patricia Tarabini | Mercedes Paz Arantxa Sánchez Vicario | 7−6, 2−6, 1−6 |

## Trajectòria

### Individual
| Open d'Austràlia | A   | A  | A  | NC | A  | A  | A   | 1R  | 0 / 1 |
| Roland Garros | 2R  | 4R | 1R | 1R | 1R | 1R | 1R  | 1R  | 0 / 8 |
| Wimbledon | A   | 1R | 1R | 1R | 2R | 1R | 1R  | A   | 0 / 6 |
| US Open | 2R  | 1R | 2R | 1R | 2R | 2R | 3R  | A   | 0 / 7 |
| Rànquing a final d'any | 110 | 55 | 54 | 30 | 64 | 59 | 105 | 203 |       |
| Llegenda: G: Guanyador; F: Finalista; SF: Semifinalista; QF: Quarts de final; Q: Qualificació; A: Absent; RR: Round Robin; |     |    |    |    |    |    |     |     |       |